# 亞洲電視藝員訓練班
亞洲電視藝員訓練班由亞洲電視開辦，主力為訓練亞視新演藝人才，當中不乏不少成名藝人。

## 簡介
第一：
- 自1966年起，麗的映聲、麗的電視（即現在亞洲電視）為了增加電視人才，舉辦第一期麗的映聲藝員訓練班，為香港電視史上首個電視藝員訓練班。及後經易名或易手後，分別改稱麗的電視藝員訓練班、亞洲電視藝員訓練班及aTV藝員訓練班。

第二：
- 當中曾多年來的沒有舉辦訓練班。2008年，亞洲電視藝員訓練班復辦並啟用簡稱N-atv，為期6個月，首3個月以課堂形式進行、次3個月安排實習。

## 導師名單
- 陳有后
- 梁舜燕（1966年至1968年[1]）
- 梁天

## 畢業生歷屆列表

### 藝員的訓練班名單

#### 麗的映聲／麗的電視訓練班
1960年代
- 1966年至1967年麗的映聲藝員訓練班第1期藝員訓練班：[2]

訓練班主任：卜萬蒼
學員包括：森森（黎小斌）、奚秀蘭、董敏、周淑芬、黃幗媚、潘寶琪、葉麗等等。
畢業生九員：簡朗秋、汪明荃、盧國雄、鄒世孝、黃楚穎（王楚永）、蘇潔賢（蘇淑賢）、呂雪英、陳念華、殷巧兒。
獲麗的簽約者十人。
- 1967年至1968年麗的映聲藝員訓練班第2期藝員訓練班：[7][8]

盧大偉（盧永福/盧大衛）、黃韻詩、梁小玲（梁少玲）、劉達志、禤素霞、謝月美、周慶樑、陳惠珍、鍾彩蓮、黃淑儀、文麗賢（文麗言）、陳曼娜等九女六男共十五人。
學員名單：李司棋、馮淬帆等等。
- 1968年至1969年麗的映聲藝員訓練班第3期藝員訓練班：[9]

張天珍、關寶玲、姚天麗、呂玲玲、周茵、溫柳媚、董藹臨、余秀明、陳儀馨、彭慧英、黃潔貞、甘雪霜、黃潔煥、梁淑儀、林艷萍、周婉侶、黃煥芬、梁穎飛、邱偉棠、羅石青、黃鐘鄂、譚嘉輪、黃銘河、韋輝成。十八女六男共廿四人。
學員名單：趙汝強等等。
- 1969年至1970年麗的映聲藝員訓練班第4期藝員訓練班：[10]

梁淑莊（梁淑貞），李紉瓊（李紉琼），羅嘉美，羅安芝，邵穗棠，陳禪貞，鄭潔貞，賀莉莉，吳燕萍，陳潔霞，王家美，鍾懿芳，懷嗣青，潘冰嫦（潘碧嫦），麥懿玲，陳琪琪，鄭永祥，盧傑（盧傑群），楊金陵，江勵舟，李道洪，鄧昭熊，鄭國榮，陳錦籌，黃莎莉，梁家樹及唐基明等等。
1970年代
- 1970年至1971年麗的映聲藝員訓練班第5期藝員訓練班：[11]

全科/演員組：林錦燕，李影，沈小蘭，方寶琰，劉淑儀，盧愛蓮，黃玉英，鄧碧梅，吳美倫；劉松仁，楊炎堂（楊興棠），陳偉堯，麥當雄，梁政平，黃志成，韓義生。
舞蹈組：梁淑清，梁惠女，何巧兒，韓馬利（韓瑪莉），郭少玲，宋理卿，唐禎，張文煜，區兆權，陳偉權。
- 1974年至1975年麗的映聲藝員訓練班第9期藝員訓練班：古惠珍/官灃婷（未完成学业） [12]

- 1975年至1976年麗的電視藝員訓練班第1期藝員訓練班：[13][14]

演出組41人：談民杰、李茱迪、張美璉、王盈盈、潘偉源、秦錦棠、陳天生、張帆、夏玉麟、歐陽珮珊（陳潔英）、麥振江、黎漢持等
配音組21人：劉宗郎、倪秉郎、譚淑英、雷碧娜、龍德瓊、楊捷康、曾秉輝、葉少榮、郭靜緩等等。
舞蹈組14人：陳振麒、黃英奇、黎英煖、莊淑雲等等。
- 1976年至1977年麗的電視藝員訓練班第2期藝員訓練班：[15]

畢業生三十九位：歐若華，陳愛蘭，陳華玉，鄭清華，張月娥，程宜薇，蔡惠萍，周麗娟，馮紹楣，洪國華，林司聰，劉香萍，劉慕貞，梁庭芳，梁婉儀，倫志文，馬敏兒，柳影虹（胡蔻琴），姚秀鈴，陳志成，陳文海，陳彼得，陳太源，陳偉文，鍾偉強，何發明，關子棟，賴偉棠，林國雄，林炳強，梁杜章，凌禮文，凌文海，萬梓良，吳有昇，潘文強，單家亮，徐國榆及林嘉華等等。
- 1977年至1978年麗的電視藝員訓練班第3期藝員訓練班：[16]

學員名單：陳家麗，陳秀蘭，陳燕珊，陳毓娟，周玉卿，鄭文麗，卓瑞華，刁雪慧，馮佩蘭，許麗羣，關月明，關麗儀，官雁伶，林椒良，林蔚然，劉美寶，羅慧琪，李靜儀，李美儀，麥麗芬，鄧潔貞，黃碧華，黃仲文，王同英，袁玉英，陳偉匡，鄭偉光，張業崇，張海耀，何仁祥，葉志明，羅錫輝，郭錫洪，林國華，林方賢，李祖祥，李錦成，梁啟文，盧郁明，苗豐隆，顏惠強，盤華生，曾健明，謝錦鵬，黃東盛，黃廣翔，王偉榮，林淑良，梁珊，王偉（王永偉），張國榮（張發宗）
畢業生名單有：曾健明、林國華、李錦成等等。
- 1978年至1979年麗的電視藝員訓練班第4期藝員訓練班：馮文傑、陳秀雯、李達威、丁小雪、朱美儀、關愛儀、阮佩珍、谢国雄、陳詠嫻、吳秀琼、鄭恕峰、苗金鳳（林慧珊）、楊澤霖

- 1979年至1980年麗的電視藝員訓練班第5期藝員訓練班：蔡敏蘭、關子標、潘婉芬

1980年代
- 1980年至1981年麗的電視藝員訓練班第6期藝員訓練班：鄧綠茵、徐寶鳳、周美玲、黃雪梅、張少媚、冼金華、關煥婷、劉雲龍、譚德誠、李賽鳳、莊靜而

- 1981年至1982年麗的電視藝員訓練班第7期藝員訓練班：何家勁、曾偉權、葉玉萍、吳鳳華、楊雅潔、吳剛

#### 亞洲電視訓練班
1980年代
- 1982年至1983年亞洲電視藝員訓練班第1期藝員訓練班：吳毅將、黃秋生、李嘉玲、麥翠嫻、苑瓊丹、楊得時、凌腓力、尹天照、呂良國

- 1983年至1984年亞洲電視藝員訓練班第2期藝員訓練班：尹天照（重讀）、唐品昌、駱達華、吳廷燁、高先明、宗揚（何志培）、陳美雲、文偉鴻、方駿釗

- 1984年至1985年亞洲電視藝員訓練班第3期藝員訓練班：謝雅倫、葉子楣、方國珊、郭耀明、羅嘉良

- 1985年至1986年亞洲電視藝員訓練班第4期藝員訓練班：江華（陳木華）、黎明

- 1986年至1987年亞洲電視藝員訓練班第5期藝員訓練班：張敏

- 1988年至1989年亞洲電視藝員訓練班第6期藝員訓練班：邵傳勇、呂頌賢、張家輝

- 1989年至1990年亞洲電視藝員訓練班第7期藝員訓練班：劉錦玲、歐錦棠、萬斯敏

1990年代
- 1990年至1991年亞洲電視藝員訓練班第8期藝員訓練班：蔡曉儀、陳錦鴻、程文意

- 1991年至1992年亞洲電視藝員訓練班藝員訓練班：韋家雄[註 1]、郭耀明（重讀）[註 1]、戴耀明[註 1]

- 1993年至1994年亞洲電視藝員訓練班第9期藝員訓練班：楊玉梅

- 1994年至1995年亞洲電視藝員訓練班第10期藝員訓練班：蔡國威

2000年代
- 2001年至2002年亞洲電視藝員訓練班第11期藝員訓練班：張啟樂（張嘉倫）、杜秋霞、黃慧敏、吳永金、甄思羽、葉婷芝、潘沖鉦、楊維理、伍偉樂、阮柏皓、區騰駿、梁世華、陳樂文、成淑嫻、李可瑩、董南菲

- 2008年亞洲電視藝員訓練班第12期藝員訓練班：林雋健、黃嘉謙、張家瑩、孫辰、莊文康、何卓瑩、吳芳、黃倩婷、黃慧敏、翟鋒（翟威廉）、伍偉樂、李可瑩、張文熙

- 2009年亞洲電視藝員訓練班第13期藝員訓練班：袁小曼

## 外部連結
- 亞洲電視藝員訓練班